# Alemanha Ocidental nos Jogos Olímpicos
A Alemanha Ocidental disputou os Jogos Olímpicos entre 1952 e 1988. Embora o time de 1952 fosse de fato alemão ocidental visto que a Alemanha Oriental não contribuiu, seus resultados históricos são contados para a Alemanha. Após três torneios em que as duas Alemanhas se uniram na Equipe Alemã Unida, em 1968 a Alemanha Ocidental começou a competir como equipe própria, tomando parte em todas as Olimpíadas exceto os  Jogos Olímpicos de Verão de 1980 - onde aderiu ao boicote liderado pelos Estados Unidos - e sediando os Jogos Olímpicos de Verão de 1972. A Reunificação Alemã em 1990 reestabeleceu a equipe alemã.
Incluindo 2014, atletas alemães ganharam 1681 medalhas : 528 de ouro, 542 de prata e 548 de bronze. O COI atualmente divide esses resultados em quatro códigos, mesmo se apenas a Alemanha Oriental não foi representada pela Federação Alemã de Esportes Olímpicos (Deutscher Olympischer Sportbund) desde 1896. A Alemanha Ocidental venceu 204 medalhas nos Jogos de Verão e 39 nos de Inverno.

## Alemanha pós-Segunda Guerra até 1990
Em outubro de 1949, ocorreu a cisão da Alemanha, com as Zonas ocupadas pelos Aliados, a oeste da Linha Oder-Neisse, se tornando a República Federativa Alemã (Alemanha Ocidental), e a Zona de ocupação soviética na porção oriental virando a República Democrática Alemã. Após as organizações alemãs terem sido dissolvidas pelos aliados em 1947,o COI reconheceu o Nationales Olympisches Komitee für Deutschland para toda a Alemanha em 1950, sendo este baseado na Alemanha Ocidental. A Alemanha Oriental criou um Comitê Olímpico Nacional próprio em 1951.  Ele não foi reconhecido imediatamente pelo COI, e a RDA recusou-se a colaborar com o time alemão convidado para os jogos de 1952. Porém acabram se juntando aos atletas da Alemanha Ocidental entre 1956 e 1964, o time atualmente chamado de Equipe Alemã Unida, mas era apenas conhecido como Alemanha (GER) na época. 
Eventualmente entre 1968 a 1990 dois times independentes competiram em cada edição dos Jogos, com a República Federal da Alemanha herdando o código GER e a República Democrática Alemã sendo designada GDR. Em 1980, o código da Alemanha Ocidental foi modificado para FRG ( o qual é atualmente colocado pelo COI no retrospecto). Após o fim da existência da GDR em 1990, quando ambos os Estados se uniram à República Federal da Alemanha, o país mais uma vez foi representado por um time único, que foi designado por GER.
Além disso, no início dos anos 1950, o Saar teve seu Comitê Olímpico Nacional próprio e participou dos Jogos Olímpicos de Verão de 1952, antes de se juntar ao time olímpico alemã em 1956, e ao Estado da Alemanha Ocidental em 1957.

## Medalhas

### Jogos de Verão
| Edição      | Atletas                         | Ouro                            | Prata                           | Bronze                          | Total                           | Posicionamento                  |
| 1896–1952   | Parte da GER Alemanha           | Parte da GER Alemanha           | Parte da GER Alemanha           | Parte da GER Alemanha           | Parte da GER Alemanha           | Parte da GER Alemanha           |
| 1956–1964   | Parte do EUA Equipe Alemã Unida | Parte do EUA Equipe Alemã Unida | Parte do EUA Equipe Alemã Unida | Parte do EUA Equipe Alemã Unida | Parte do EUA Equipe Alemã Unida | Parte do EUA Equipe Alemã Unida |
| 1968        | 275                             | 5                               | 11                              | 10                              | 26                              | 8                               |
| 1972 (sede) | 423                             | 13                              | 11                              | 16                              | 40                              | 4                               |
| 1976        | 290                             | 10                              | 12                              | 17                              | 39                              | 4                               |
| 1980        | não participou                  | não participou                  | não participou                  | não participou                  | não participou                  | não participou                  |
| 1984        | 390                             | 17                              | 19                              | 23                              | 59                              | 3                               |
| 1988        | 347                             | 11                              | 14                              | 15                              | 40                              | 5                               |
| 1994-sedula | Parte da GER Alemanha           | Parte da GER Alemanha           | Parte da GER Alemanha           | Parte da GER Alemanha           | Parte da GER Alemanha           | Parte da GER Alemanha           |
| Total       | Total                           | 56                              | 67                              | 81                              | 204                             | 21                              |

### Jogos de Inverno
| Edição        | Atletas                         | Ouro                            | Prata                           | Bronze                          | Total                           | Posicionamento                  |
| 1928–1952     | Parte da GER Alemanha           | Parte da GER Alemanha           | Parte da GER Alemanha           | Parte da GER Alemanha           | Parte da GER Alemanha           | Parte da GER Alemanha           |
| 1956–1964     | Parte do EUA Equipe Alemã Unida | Parte do EUA Equipe Alemã Unida | Parte do EUA Equipe Alemã Unida | Parte do EUA Equipe Alemã Unida | Parte do EUA Equipe Alemã Unida | Parte do EUA Equipe Alemã Unida |
| 1968          | 87                              | 2                               | 2                               | 3                               | 7                               | 8                               |
| 1972          | 78                              | 3                               | 1                               | 1                               | 5                               | 6                               |
| 1976          | 71                              | 2                               | 5                               | 3                               | 10                              | 5                               |
| 1980          | 80                              | 0                               | 2                               | 3                               | 5                               | 12                              |
| 1984          | 84                              | 2                               | 1                               | 1                               | 4                               | 8                               |
| 1988          | 90                              | 2                               | 4                               | 2                               | 8                               | 8                               |
| 1992–Presente | parte da GER Alemanha           | parte da GER Alemanha           | parte da GER Alemanha           | parte da GER Alemanha           | parte da GER Alemanha           | parte da GER Alemanha           |
| Total         | Total                           | 11                              | 15                              | 13                              | 39                              | 16                              |

### Esportes de Verão
| Modalidade         | Medalha de ouro | Medalha de prata | Medalha de bronze | Total de medalhas |
| ------------------ | --------------- | ---------------- | ----------------- | ----------------- |
| Atletismo          | 26              | 14               | 3                 | 43                |
| Hipismo            | 11              | 5                | 9                 | 25                |
| Esgrima            | 7               | 8                | 1                 | 16                |
| Ciclismo           | 4               | 5                | 5                 | 14                |
| Remo               | 4               | 4                | 6                 | 14                |
| Tiro               | 4               | 4                | 3                 | 11                |
| Natação            | 3               | 5                | 14                | 22                |
| Canoagem           | 2               | 6                | 3                 | 11                |
| Halterofilismo     | 2               | 2                | 3                 | 7                 |
| Vela               | 2               | 2                | 3                 | 7                 |
| Lutas              | 1               | 4                | 4                 | 9                 |
| Judô               | 1               | 4                | 3                 | 8                 |
| Hóquei sobre grama | 1               | 3                | 0                 | 4                 |
| Boxe               | 1               | 0                | 5                 | 6                 |
| Tênis              | 1               | 0                | 1                 | 2                 |
| Handebol           | 0               | 1                | 0                 | 1                 |
| Ginástica          | 0               | 0                | 2                 | 2                 |
| Futebol            | 0               | 0                | 1                 | 1                 |
| Polo aquático      | 0               | 0                | 1                 | 1                 |
| Total              | 56              | 67               | 81                | 204               |

### Esportes de inverno
| Modalidade              | Medalha de ouro | Medalha de prata | Medalha de bronze | Total de medalhas |
| ----------------------- | --------------- | ---------------- | ----------------- | ----------------- |
| Esqui Alpino            | 3               | 5                | 1                 | 9                 |
| Patinação de velocidade | 3               | 0                | 0                 | 3                 |
| Luge                    | 1               | 4                | 5                 | 10                |
| Trenó                   | 1               | 3                | 2                 | 6                 |
| Biatlo                  | 1               | 2                | 2                 | 5                 |
| Combinado nórdico       | 2               | 1                | 0                 | 3                 |
| Patinação artística     | 0               | 0                | 2                 | 2                 |
| Hóquei no gelo          | 0               | 0                | 1                 | 1                 |
| Total                   | 11              | 15               | 13                | 39                |